# Pieve di San Pietro (Gropina)
La pieve di San Pietro a Gropina è un luogo di culto cattolico che si trova in località Gropina, nel comune di Loro Ciuffenna, in provincia di Arezzo e diocesi di Arezzo-Cortona-Sansepolcro.
La chiesa costituisce uno degli esempi più alti dell'architettura romanica in Toscana.

## Storia
La tradizione popolare attribuisce la fondazione alla duchessa di Toscana Matilde di Canossa, ma non esistono fonti storiche a riguardo. Gli scavi del 1968-1971 hanno permesso di ricostruire che nel V-VI secolo esisteva sul sito un tempietto pagano, poi trasformato in piccola chiesetta con aula unica monoabsidata. Sempre secondo gli stessi scavi, è evidente che nell'VIII secolo la chiesa fu ampliata in lunghezza ed ampiezza dai Longobardi, fu dotata di una navata laterale destra a fianco di quella centrale più grande, entrambi absidate. Sono stati ritrovate lastre con croci patenti incise, lastre di tombe datate a quel secolo, ma soprattutto frammenti di plutei sicuramente databili a quel periodo. Già ricordato nel 774, il luogo di culto è quindi molto antico e si configura come l'unica chiesa altomedioevale che si conosca nel Valdarno Superiore. 
Al IX secolo risale il pulpito ancora oggi collocato nella chiesa. La struttura attuale risale ai secoli XII-XIII, allorché fu ricostruita interamente, ben più lunga, con tre navate ed una sola abside, sebbene non secondo un progetto unitario, come risulta da alcune asimmetrie ben visibili in facciata. In quel periodo fu costruito anche il campanile, come conferma una scritta in numeri romani su una sua pietra (1233). Nel 1522 fu collocato sulla facciata lo stemma pontificio e mediceo in onore di papa Leone X, deceduto un anno prima, come omaggio alla famiglia Medici, che aveva presso possesso dell'intero territorio.

## Descrizione
La chiesa attuale presenta una semplice facciata in conci squadrati di arenaria, ornata da una piccola bifora ed oculo al centro, portale e uno stemma pontificio e mediceo di Papa Leone X sopra di esso. Lateralmente è presente un solo portale minore destro e due monofore. Maggiori decorazioni si vedono nell'abside di stile romanico pisano, dove compare nel primo registro un motivo di arcate cieche spartite da lesene, e nel secondo una loggetta con archi a tutto sesto rialzato e colonnine, nonché una leggiadra coppia di colonne ofitiche al centro.

### Interno
L'interno ha un impianto basilicale privo di transetto, dotato di tre navate e sette campate e coperto da capriate lignee, tranne che nell'ultima campata dove sono presenti delle crociere. È spartito da semplici piloni cilindrici, con l'eccezione di due grossi pilastri a base quadrata tra la quinta e sesta campata, archi a tutto sesto ed è concluso da una sola abside semicircolare, lo schema più diffuso nel Valdarno fiorentino.
La decorazione interna è particolarmente ricca, particolarmente nei capitelli, il cui programma iconografico è una vera "enciclopedia sacra" con evidente intento didascalico: vi sono raffigurate scene tratte dall'Antico Testamento, Nuovo Testamento, animali e creature fantastiche con una precisa simbologia, ma anche episodi tratti dalle favole di Fedro con preciso valore morale. 
Un primo scultore, di cultura lombarda, eseguì i capitelli di destra, in controfacciata e quelli in fondo alla navata sinistra, mentre una maestranza più moderna e di influsso linguadocano, a breve distanza di tempo scolpì i primi quattro capitelli della navata sinistra.
Di grande interesse il pulpito anch'esso di epoca romanica, sul modello del pulpito di San Miniato al Monte anche per la posizione delle sculture rappresentante gli Evangelisti, e scolpito con motivi geometrizzanti e figure moraleggianti o zoomorfe come l'acrobata e la sirena bicaudata simboli del vizio e tipici del XII secolo. L'autore deve riconoscersi nello stesso scultore che esegue i capitelli di destra.

## Galleria d'immagini

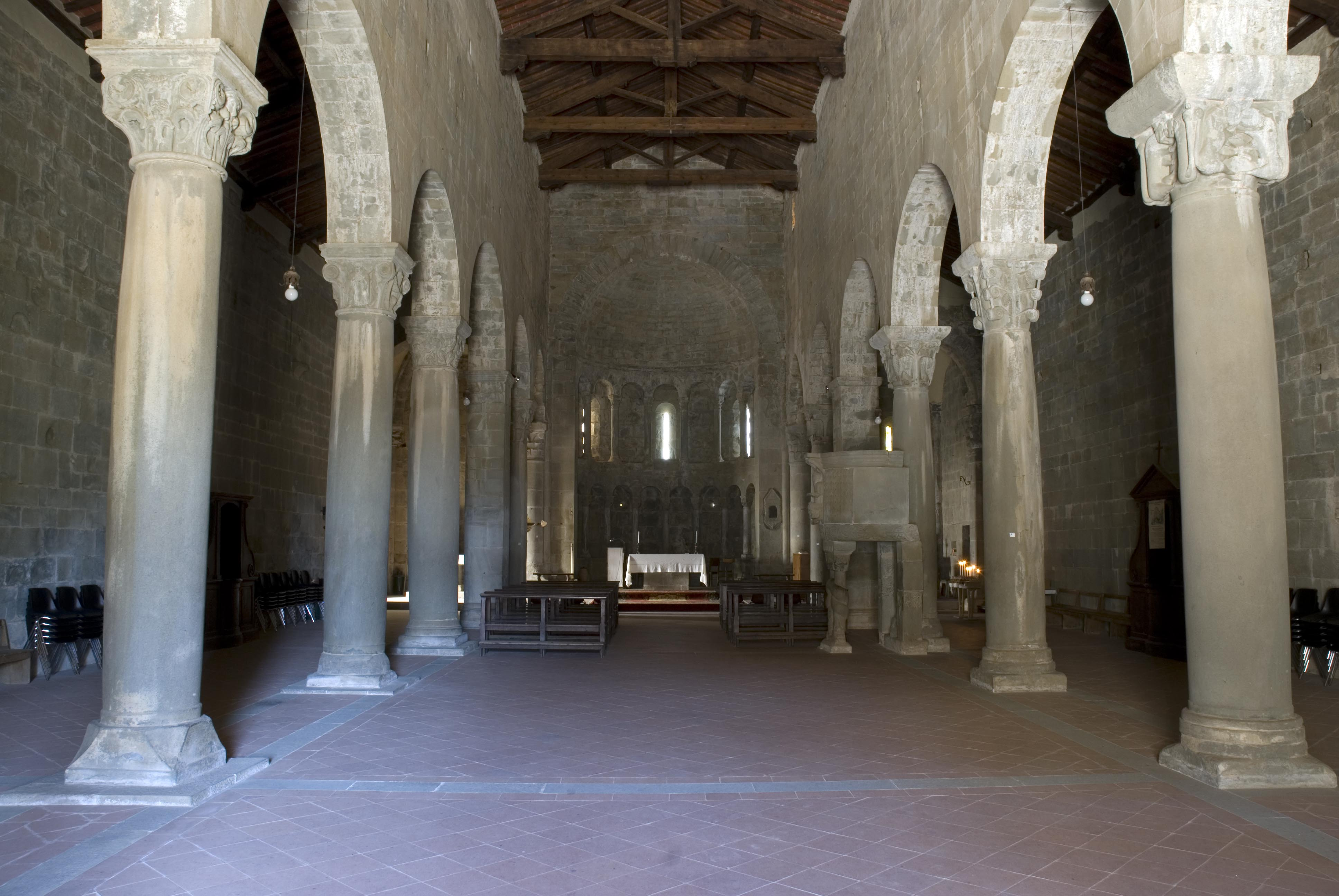
L'interno
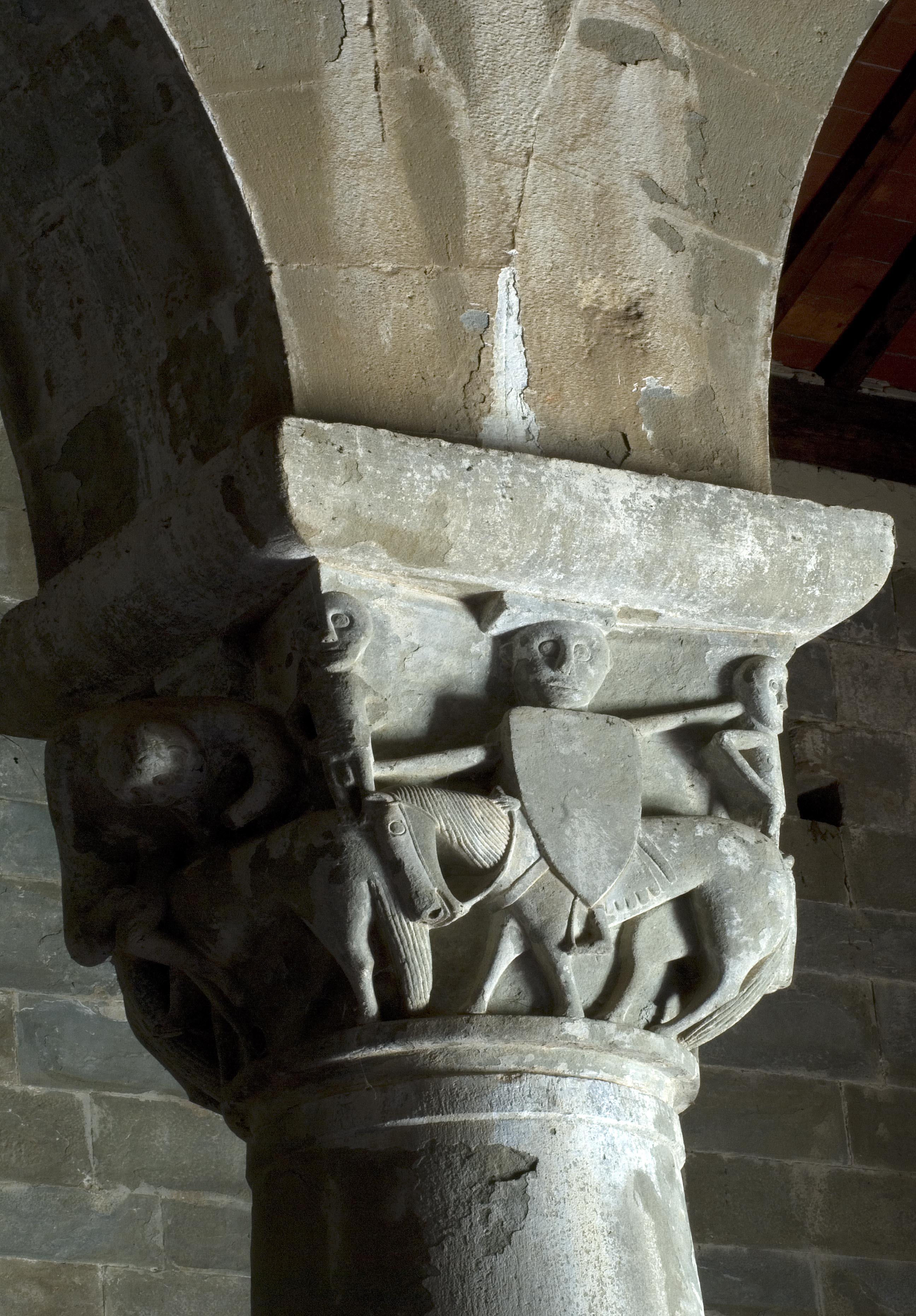
Un capitello
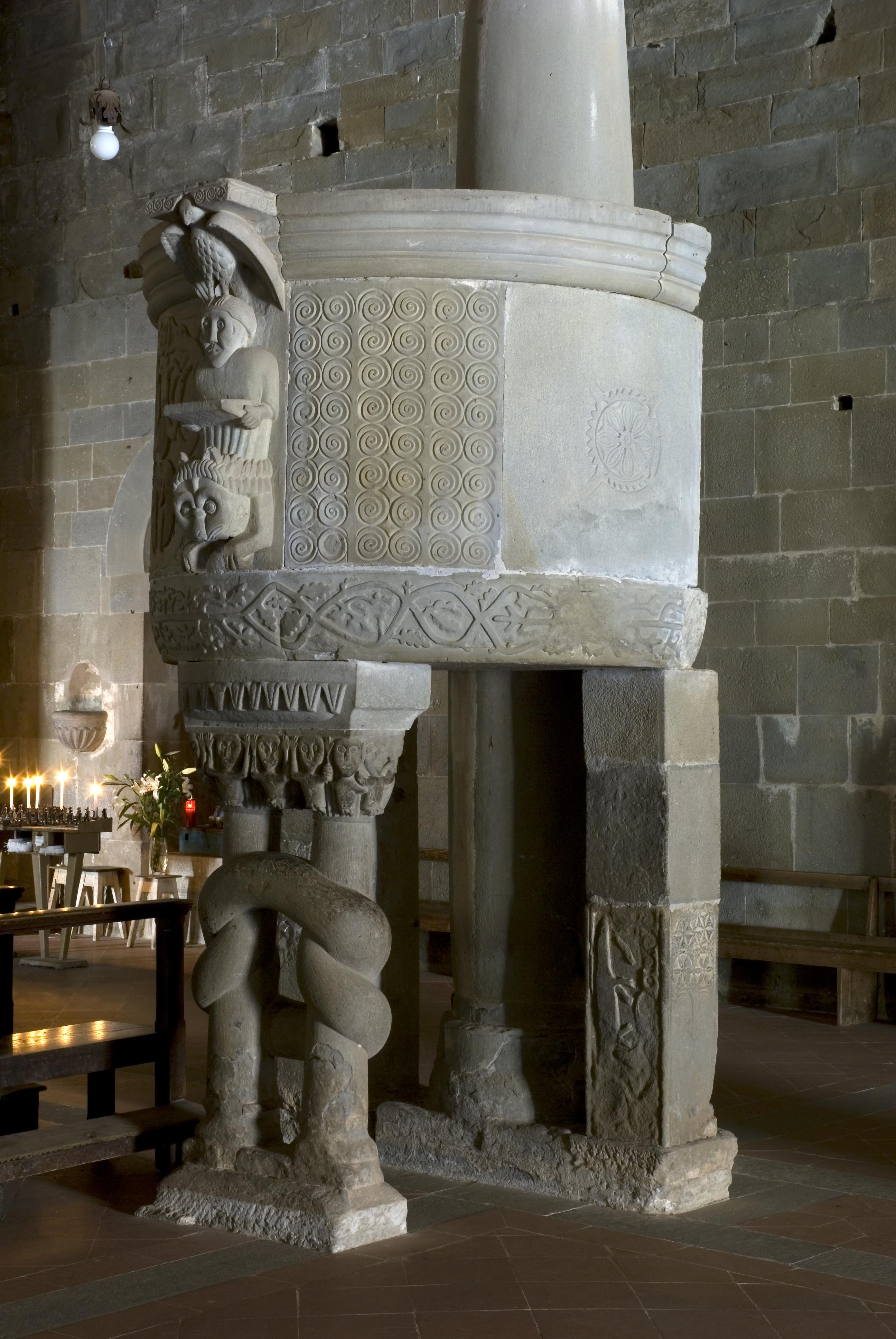
Il pulpito